# Девід Едґар (плавець)
Девід Едґар (англ. David Edgar, 27 березня 1950) — американський плавець.
Олімпійський чемпіон 1972 року.
Переможець Панамериканських ігор 1971 року.